# 다관구
다관구(한국어: 대관구, 중국어: 大观区, 병음: Dàguān Qū)는 중화인민공화국 안후이성 안칭 시의 현급 행정구역이다. 넓이는 204km2이고, 인구는 2007년 기준으로 280,000명이다.

## 행정 구역
7개 가도, 1개 진, 2개 향을 관할한다.
- 가도변사소: 德宽路街道, 玉琳路街道, 龙山路街道, 菱湖街道, 集贤路街道, 石化路街道, 花亭路街道.
- 진: 海口镇.
- 향: 十里铺乡, 山口乡.